# Écurcey
Écurcey är en kommun i departementet Doubs i regionen Bourgogne-Franche-Comté i östra Frankrike. Kommunen ligger i kantonen Hérimoncourt som tillhör arrondissementet Montbéliard. År 2022 hade Écurcey 266 invånare.

## Befolkningsutveckling
Antalet invånare i kommunen Écurcey
Referens:INSEE